# Saint-Germain-du-Seudre
Saint-Germain-du-Seudre is een gemeente in het Franse departement Charente-Maritime (regio Nouvelle-Aquitaine) en telt 364 inwoners (2004). De plaats maakt deel uit van het arrondissement Jonzac.

## Geografie
De oppervlakte van Saint-Germain-du-Seudre bedraagt 15,7 km², de bevolkingsdichtheid is 23,2 inwoners per km².
De onderstaande kaart toont de ligging van Saint-Germain-du-Seudre met de belangrijkste infrastructuur en aangrenzende gemeenten.

## Demografie
Onderstaande figuur toont het verloop van het inwonertal (bron: INSEE-tellingen).